# Paudalho
Paudalho är en kommun i Brasilien.   Den ligger i delstaten Pernambuco, i den östra delen av landet, 1 600 km nordost om huvudstaden Brasília. Antalet invånare är 51 374.
Omgivningarna runt Paudalho är en mosaik av jordbruksmark och naturlig växtlighet. Runt Paudalho är det tätbefolkat, med 319 invånare per kvadratkilometer.